# Bestückung

## Fertigungstechnik
In der Elektronikfertigung steht Bestückung für das Aufbringen der einzelnen Komponenten wie Widerstände, Dioden und andere SMD-Komponenten auf das Trägermaterial, z. B. eine Leiterplatte oder ein Keramiksubstrat (beispielsweise auf LTCC, Dickschicht-Substrat).

## Militärwesen
Als Bestückung bezeichnete die Militärsprache des 17. bis 20. Jahrhunderts die Geschützbewaffnung eines Kriegsschiffes. Abgeleitet ist der Begriff von Stück, der älteren Bezeichnung für ein Geschütz.
Der Begriff wird zuweilen auch heute noch im gleichen Sinne auf Befestigungen wie Forts oder Schanzen und auf Flugzeuge angewandt und kann auch die Bewaffnung mit Raketen oder Trägerflugzeugen meinen.